# Ruthless People
Ruthless People is een Amerikaanse zwarte komedie uit 1986, losjes gebaseerd op The Ransom of Red Chief, een kort verhaal van O. Henry. De film is geregisseerd door David Zucker, Jim Abrahams en Jerry Zucker, maar heeft niet hun kenmerkende stijl.
Danny DeVito werd voor zijn rol genomineerd voor een Golden Globe, terwijl Bette Midler met de hare daadwerkelijk een American Comedy Award won.
Het openingsnummer 'Ruthless People' werd geschreven en ingezongen door Mick Jagger.

## Verhaal
Wanneer Ken en Sandy Kessler zich in een moeilijke financiële situatie bevinden, besluiten ze om Barbara Stone, een rijke erfgename en vrouw van Sam Stone te ontvoeren. Sam heeft namelijk jaren geleden een idee van Sandy gestolen.
Na de ontvoering eisen ze geld van Sam, maar hij weigert mee te werken: hij was namelijk zelf van plan zich van zijn vrouw te ontdoen om zo samen met zijn minnares een nieuw leven te beginnen. Hij weigert dan ook te betalen en probeert de ontvoerders te overtuigen zich van zijn vrouw te ontdoen en haar te vermoorden.
Als Barbara hoort dat Sam niet voor haar wil betalen, en zij (dankzij haar ontvoerders) een hele hoop gewicht verliest, verzint ze samen met haar ontvoerders een plan om Sam een lesje te leren.

## Rolverdeling
| Acteur               | Personage          |
| -------------------- | ------------------ |
| Danny DeVito         | Sam Stone          |
| Bette Midler         | Barbara Stone      |
| Judge Reinhold       | Ken Kessler        |
| Helen Slater         | Sandy Kessler      |
| Anita Morris         | Carol Dodsworth    |
| Bill Pullman         | Earl Mott          |
| William G. Schilling | Chief Henry Benton |
| Art Evans            | Lt. Bender         |
| Clarence Felder      | Lt. Walter         |

## Trivia
- Het huis van Sam en Barbara is ingericht in de stijl van de Memphisgroep, die in de jaren tachtig actief was. Sam geeft in de film aan dat hij het meubilair verschrikkelijk vindt.